# Jhoys Nogueira
Jhoys Nogueira (Iquitos, 3 de junio de 1981) es un exfutbolista peruano. Jugaba de volante.

## Clubes
| Club                        | País | Año  |
| --------------------------- | ---- | ---- |
| UNAP                        | Perú | 2005 |
| Colegio Nacional de Iquitos | Perú | 2006 |
| ADO                         | Perú | 2008 |
| UNAP                        | Perú | 2009 |
| Atlético Pucallpa           | Perú | 2010 |
| Los Tigres                  | Perú | 2010 |
| Colegio Nacional de Iquitos | Perú | 2011 |
| Sport Loreto                | Perú | 2012 |
| Defensor San Alejandro      | Perú | 2012 |
| Bolívar FC                  | Perú | 2015 |
| Estudiantil CNI             | Perú | 2016 |